# (74112) 1998 QE40
(74112) 1998 QE40 – planetoida z pasa głównego asteroid okrążająca Słońce w ciągu 3,9 lat w średniej odległości 2,48 j.a. Odkryta 17 sierpnia 1998 roku.